# Lista över ledamöter i Sametinget 2001–2005
Lista över ledamöter i Sametinget 2001–2005 förtecknar de 31 personer som valts in vid valet till Sametinget i Sverige, som hölls maj 2001, med omval i november samma år. Följande ledamöter valdes in fyraårsperiod 2001–2005.

## Ledamöter (påbörjad)
| Ledamot              | Parti                        |
| -------------------- | ---------------------------- |
| Jörgen Jonsson       | Samelandspartiet             |
| Britt Sparrock       | Samelandspartiet             |
| Lars Anders Baer     | Samelandspartiet             |
|                      | Samelandspartiet             |
|                      | Samelandspartiet             |
|                      | Samelandspartiet             |
|                      | Samelandspartiet             |
|                      | Samelandspartiet             |
|                      | Samelandspartiet             |
|                      | Samelandspartiet             |
| Carl-Gustaf Lundgren | Vuovdega                     |
|                      | Vuovdega                     |
|                      | Vuovdega                     |
|                      | Vuovdega                     |
| Olof T Johansson     | Min Geaidnu                  |
| Olov Sikku           | Min Geaidnu                  |
|                      | Laahkoeh                     |
| Eva Jejlid           | Jakt- och fiskesamerna       |
|                      | Jakt- och fiskesamerna       |
|                      | Jakt- och fiskesamerna       |
|                      | Jakt- och fiskesamerna       |
|                      | Jakt- och fiskesamerna       |
|                      | Jakt- och fiskesamerna       |
|                      | Samerna                      |
|                      | Samerna                      |
|                      | Samerna                      |
|                      | Samerna                      |
|                      | Renägarförbundet             |
|                      | Renägarförbundet             |
| Tomas Rydberg        | Landsförbundet Svenska Samer |
|                      | Vi Samer                     |